# Unfederated Malay States
Unfederated Malay States var en fælles benævnelse på fem britiske protektorater på Malakkahalvøen: Johor, Kedah, Kelantan, Perlis, og Terengganu, i 1900-tallets første halvdel frem til 1946, da de sammen med andre dele i Britisk Malaya: Straits Settlements (samt Singapore) og Federated Malay States dannede den Malajiske union. To år senere blev unionen til den Malajiske føderation og endelig Malaysia i 1963 med indlemmelsen af Sabah (da Britisk Nordborneo), Sarawak og Singapore.
Sammenlignet med Federated Malay States nød Unfederated Malay States en kvasiselvstændighed og større uafhængighed. Den økonomiske udnyttelse fra briternes side var langt mindre efter som vægten mere lå på at holde disse stater i skak. En anden forskel var, at de fem Unfederated Malay States ikke havde fælles institutioner og ikke udgjorde en fælles stat i international ret. Det officielle sprog i Unfederated Malay States var de facto malajisk (skrevet med Jawi-alfabetet).

## Befolkning
Unfederated Malay States havde i 1931 disse indbyggertal:
- Johor: 505.589[2]
- Kedah: 429.691[3]
- Kelantan: 362.517[4]
- Perlis: 49.296[5]
- Terengganu: 180.074[6]

## Historie
Johor accepterede i 1885 en traktat om at blive et britisk protektorat, og gav til sidst efter for britisk pres for at acceptere en resident "rådgiver" i 1904. Johor, som tidligere var blevet tvunget til at afstå Singapore til briterne, blev dermed den sidste selvstændige malajiske stat, som mistede sin suverænitet. Til forskel fra de øvrige Malajstater under britisk beskyttelse, blev Johor aldrig en del af Federated Malay States (som var blevet dannet i 1895).
Ifølge Den Anglo-siamesiske traktat 1909 overlod Siam sin overhøjhed over nogle af de nordlige Malajstater (Kelantan, Terengganu, Kedah og Perlis) til Storbritannien. Disse stater blev senere britisk protektorat. Med japansk hjælp kom de atter midlertidigt under thailandsk jurisdiktion i anden halvdel af 2. verdenskrig.
Unfederated Malay States var under pres fra briterne om at slutte sig til Federated Malay States. Herskerne så imidlertid udviklingen i de fire Federated Malay States og hvordan, institutionerne og herskerne der blev svækkede. De formåede at modstå presset fra briterne og bevarede deres institutioner. Unfederated Malay States blev dermed ikke samordnet i samme grad som Federated Malay States og heller ikke i samme grad underlagt britiske interesser.
Herskerne og statsrådene havde mere at sige over for briterne, som var repræsenterede ved rådgivere. Indslaget af malayer i forvaltningen var stærkere i Unfederated Malay States end i de fødererede. Kedah indgik en aftale med briterne om malayiske som officielt sprog.
Udviklingen var imidlertid ikke den samme i alle de ufødererede stater. Johor, som grænset både til Singapore og føderationen, blev stærkt præget af økonomisk integration og indvandring af kinesere og indere. I 1931 var malayerne i Johor kommet i mindretal; kineserne og inderne udgjorde 52,3% af befolkningen. Johor var den eneste af de ikke-fødererede stater, hvor malayerne kom i mindretal.

## 2. verdenskrig og senere
Under 2. verdenskrig blev de ikke-fødererede malaystater okkuperede af Japan. De fire nordligste stater blev i oktober 1943 afståede til Thailand. Under thailandsk overhøjhed blev thai indført som officielt sprog. Johor i syd forblev under japansk okkupation. Britisk kontrol over de ikke-fødererede stater blev genvundet i 1945.
De ikke-fødererede malaystater var efter 2. verdenskrig fra 1946 med i den planlagte Malayiske union, som i 1948 blev til Malaya-føderationen.